# Naomi Girma
Naomi Girma, née le 14 juin 2000 à San José en Californie, est une joueuse internationale américaine. Elle évolue actuellement au poste de défenseure centrale au Chelsea FC.

## Biographie
Naomi Girma naît en Californie de parents immigrés éthiopiens. Son père est réfugié et arrive aux États-Unis dans les années 1970.
Girma commence le soccer à l'âge de neuf ans. Elle est tout de suite remarquée pour son talent et est sélectionnée avec l'équipe des États-Unis des moins de 14 ans.
Elle étudie à l'université de Stanford, où elle est diplômée en linguistique informatique. Elle est capitaine de l'équipe de soccer de l'université, le Cardinal, avec qui elle remporte la NCAA en 2019, aux côtés notamment de Catarina Macario et Sophia Smith. En 2020, elle est nommée jeune joueuse américaine de l'année, et est appelée pour un camp d'entraînement de l'équipe des États-Unis. Malheureusement, elle se déchire le ligament croisé.

### En club
Le 18 décembre 2021, elle est draftée en première position par le Wave de San Diego, une des deux franchises d'expansion de la NWSL. Elle profite des blessures d'Abby Dahlkemper pour avoir une place de titulaire, et réalise une excellente première saison, au point d'être nommée Rookie de l'année et Défenseure de l'année, et d'être finaliste pour le titre de MVP. À seulement 22 ans, elle est vice-capitaine de l'équipe californienne.

### En sélection
Naomi Girma remporte le championnat de la CONCACAF avec les équipes des États-Unis des moins de 17 ans et des moins de 19 ans. Elle est capitaine dans cette dernière catégorie.
Elle honore sa première sélection le 13 avril 2022 lors d'un match amical face à l'Ouzbékistan. Elle remporte le championnat de la CONCACAF 2022.
En 2023, elle fait partie des 23 joueuses sélectionnées par Vlatko Andonovski pour participer à la coupe du monde.

## Palmarès

### En club
Cardinal de Stanford
- NCAA (1) :
  - Vainqueure en 2019

 Chelsea Ladies
- Championnat d'Angleterre (1)
  - Championne en 2025

### En sélection
États-Unis -17 ans
- Championnat de la CONCACAF des moins de 17 ans (1) :
  - Vainqueure en 2016

 États-Unis -20 ans
- Championnat de la CONCACAF des moins de 20 ans (1) :
  - Vainqueur en 2020

- Jeux olympiques
  - Championne olympique en 2024

 États-Unis
- Championnat de la CONCACAF (1) :
  - Vainqueure en 2022

### Distinctions individuelles
- Jeune joueuse américaine de l'année : 2020
- Rookie de l'année de la NWSL : 2022
- Défenseure de l'année de la NWSL : 2022
- XI de l'année de la NWSL : 2022
- Meilleur XI du championnat de la CONCACAF : 2022

## Style de jeu
Au poste de défenseure centrale, Naomi Girma se distingue par un bon positionnement, qui compense sa carrure relativement petite.